# 洪卡爾山

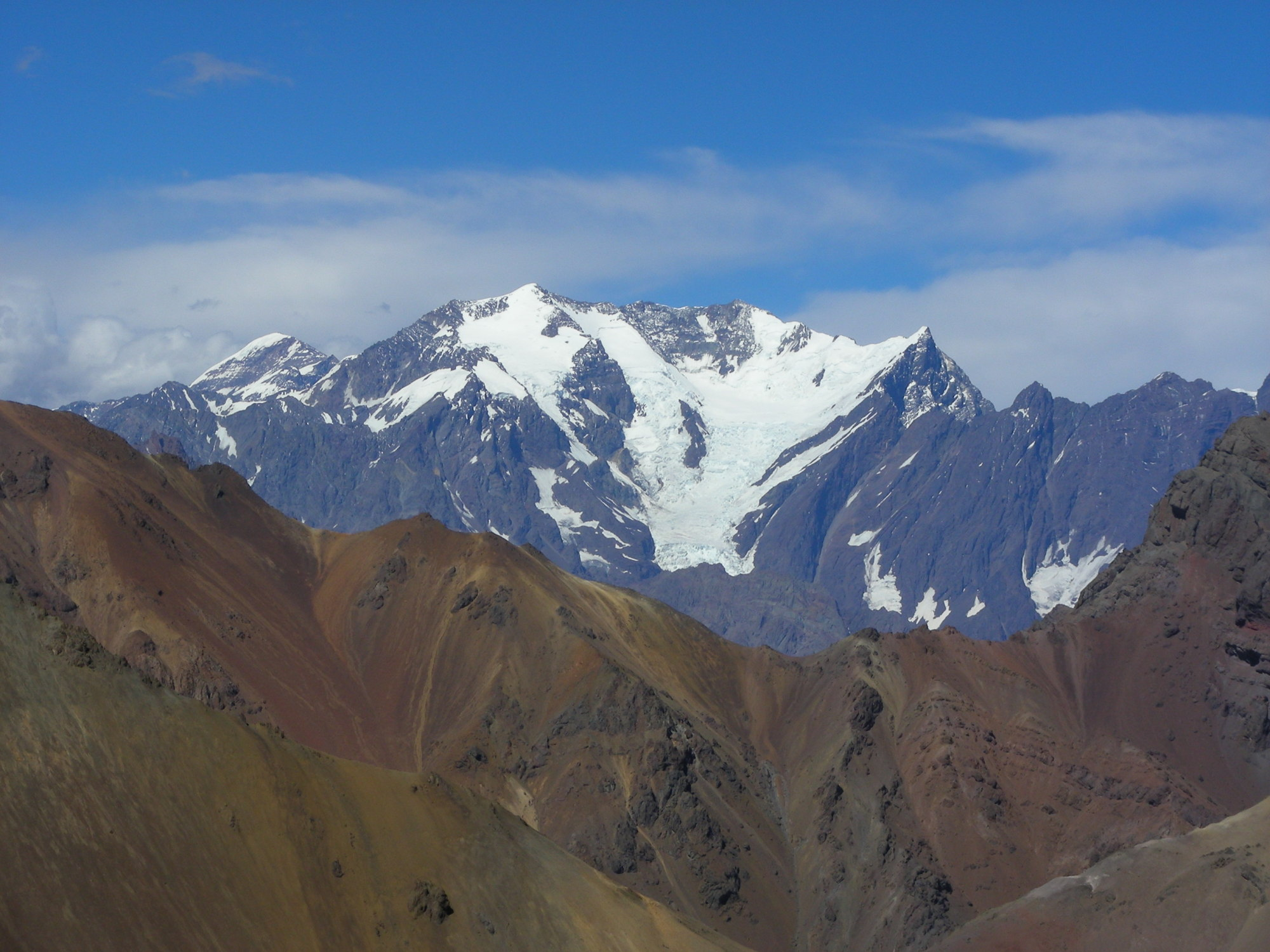

33°2′25″S 70°5′1″W / 33.04028°S 70.08361°W
洪卡爾山（西班牙語：Cerro Juncal），是南美洲的山峰，位於阿根廷和智利之間接壤的邊境，屬於安第斯山脈的一部分，海拔高度6,110米，人類在1911年首次登頂。